# Haarschwanzartige
Die Haarschwanzartigen (Trichiuroidea) sind eine Überfamilie aus der Knochenfischordnung Scombriformes. Die Überfamilie besteht aus zwei Familien, die Schlangenmakrelen (Gempylidae) und die Haarschwänze (Trichiuridae). Nelson ordnete in der zweiten Auflage von Fishes of the World, seinem Standardwerk zur Fischsystematik, auch die Schwarze Makrele (Scombrolabracidae) in die Trichiuroidea ein, was von späteren Autoren nicht übernommen wurde. Die Schwarze Makrele ist allerdings die Schwestergruppe der Trichiuroidea.

## Merkmale
Die Arten der Überfamilie haben einen langgestreckten spindelförmigen oder einen seitlich stark abgeflachten, sehr langgestreckten, bandförmigen Körper mit 32 bis 170 Wirbeln. Das Maul ist groß, der Unterkiefer steht vor. Prämaxillare und Maxillare sind fest zusammengewachsen. Im vorderen Bereich beider Kiefer befinden sich für gewöhnlich mehrere große Fangzähne. Die Kiemenrechen sind normalerweise unverzweigt. Die Rückenflosse ist lang und verläuft fast entlang der gesamten Rückenlinie. Die Brustflossen sind kurz. Ihre Basis liegt nicht hoch. Die Bauchflossen sind klein oder fehlen. Vielen Arten fehlt die Schwanzflosse, ist sie vorhanden, so ist sie gegabelt aber niemals halbmondförmig. Wenn eine Schwanzflosse vorhanden ist, sind die Flossenstrahlen der Schwanzflosse am distalen Ende der Hypuralia befestigt (nicht bei Tongaichthys). Schwanzkiele fehlen (Ausnahme Lepidocybium). Der erste Flossenträger der Rückenflosse liegt zwischen dem ersten und dem zweiten Dornfortsatz und teilt sich diesen Platz nicht mit anderen Flossenträgern.
Die zwei Familien können anhand folgender Merkmale unterschieden werden:
- Schlangenmakrelen (Gempylidae)

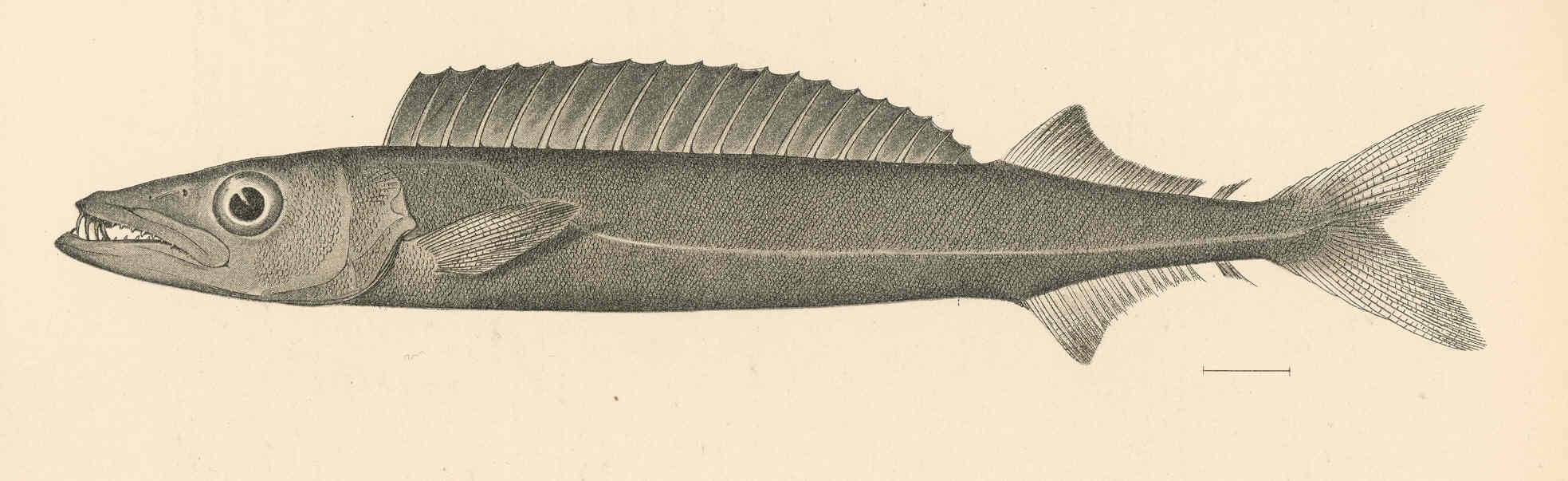
Promethichthys prometheus, eine Schlangenmakrele

1. Rumpf spindelförmig oder langgestreckt und seitlich etwas abgeflacht.
2. Schwanzflosse gegabelt und relativ groß.
3. Zwei Nasenöffnungen auf jeder Kopfseite.
4. Zwei deutlich getrennte Rückenflossen, die zweite ist kürzer als die erste.[1]

- Haarschwänze (Trichiuridae)

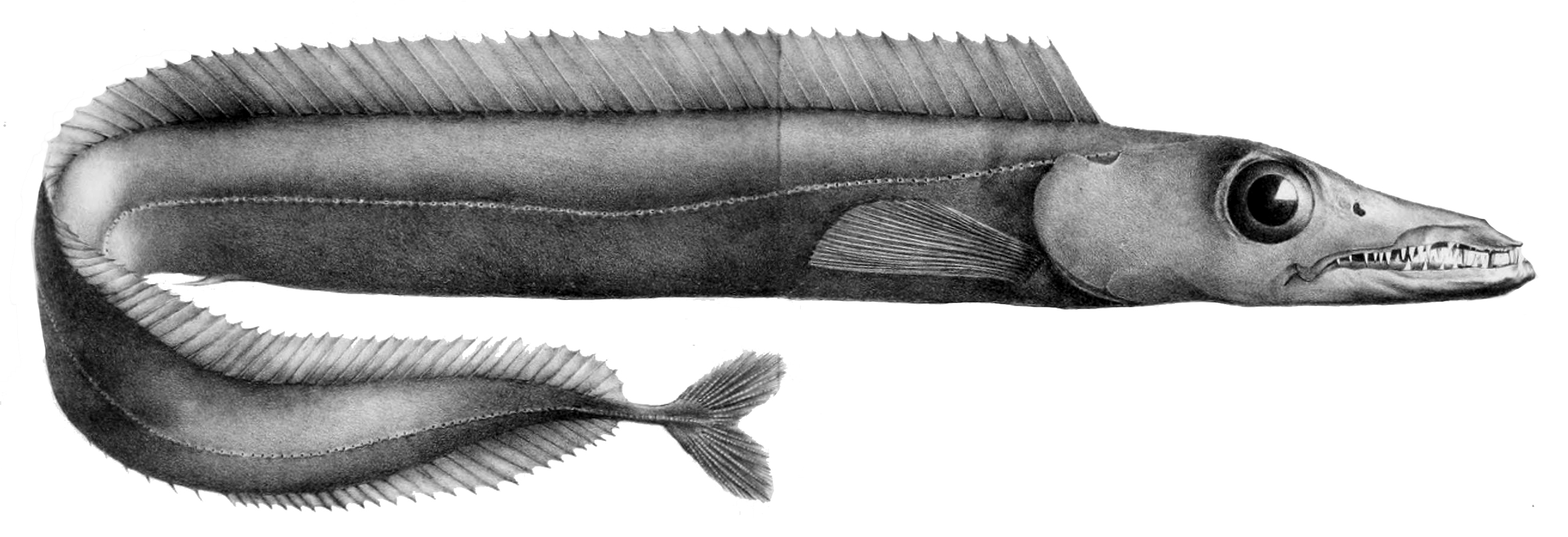
Aphanopus carbo, ein Haarschwanz

1. Rumpf langgestreckt, bandförmig und seitlich stark abgeflacht.
2. Schwanzflosse gegabelt und klein oder fehlend.
3. Eine Nasenöffnung auf jeder Kopfseite.
4. Eine durchgehende Rückenflosse oder zwei, die nur durch eine kleine Einbuchtung voneinander getrennt sind. Die zweite ist in diesem Fall länger als die erste.[1]